# کانگراته
کانگراته به زبان لمباردی: کانگرا، یک کومونه در استان میلان ایتالیا در منطقهٔ لمباردی است. این منطقه در ۲۰ کیلومتری شمال غرب میلان قرار دارد.